# Приморські провінції

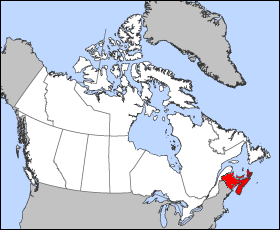
Приморські провинції

Приморські провінції  (англ. Canadian Maritimes, фр. Provinces maritimes або, по-простому, англ. Maritimes) — регіон в східній  Канаді складають провінції Нью-Брансвік, Нова Шотландія і Острів Принца Едварда, підрегіон Атлантичної Канади.  Населення
Приморських провінцій у 2008 — 1 826 896.
Приморські провинції розташовані на північний-схід від Нової Англії і на південний-схід від півострова Ґаспе. Омиваються водами Затоки Святого Лаврентія з півночі, Атлантичного океану зі сходу та затоки Мен з півдня.
Площа Приморських провинцій — 132 416 км².

## Головні міста

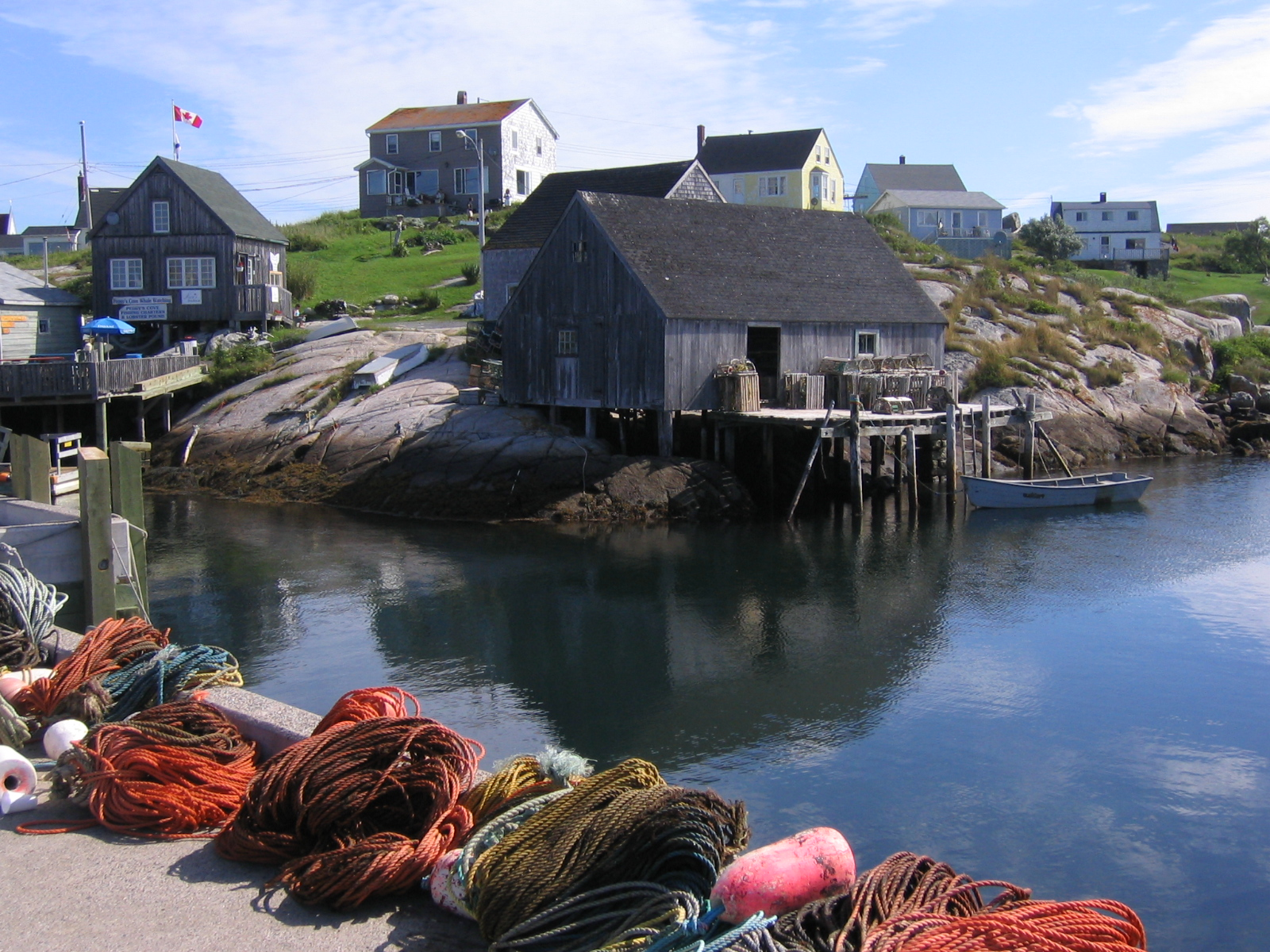
Пристань Пеггіс-Ков, Нова Шотландія

Головними містами Приморських провінцій — Галіфакс і Сідней у Новій Шотландії,
Сент-Джон, Фредериктон і Монктон в Нью-Брансвіку і Шарлоттаун на Острові Принца Едварда.
Індіанські народності в Приморських провінціях — це мікмаки, малісіти (англ. Maliseet) і пассамакодді (англ. Passamaquoddy).